# Natasha Binder
Natasha Binder (Bruselas, 26 de septiembre de 2000) es una pianista Belga. Pertenece a una familia de gran tradición en la interpretación pianística, siendo hija de la pianista Karin Lechner, sobrina a su vez del también pianista Sergio Tiempo, y es nieta de Lyl Tiempo, la madre de estos últimos, y bisnieta de Antonio de Raco y Elizabeth Westerkamp, a su vez discípulos de Vicente Scaramuzza.

## Biografía

### Carrera
Debutó en Londres con el Concierto para Piano K 467 de Wolfgang Amadeus Mozart y en el Teatro Colón de Buenos Aires con la Orquesta Filarmónica de Buenos Aires el 3 de junio de 2010 con el Concierto para piano n°1 de Beethoven. Desde entonces, se volvió a presentar en el Teatro Colón varias veces, tocando por ejemplo el Concierto para piano de Edvard Grieg. y en el Palais des Beaux Arts de Bruselas en donde interpretó el Concierto de Ravel para piano y orquesta, en el Conservatorio Real de Bruselas el concierto de Liszt para piano y orquesta. Participó en el Festival de Pietrasanta en Italia organizado por Michael Guttman dos años seguidos, y tocó música de cámara en una gira en los Países Bajos, entre otras meritorias actuaciones.  